# Велике коло кровообігу

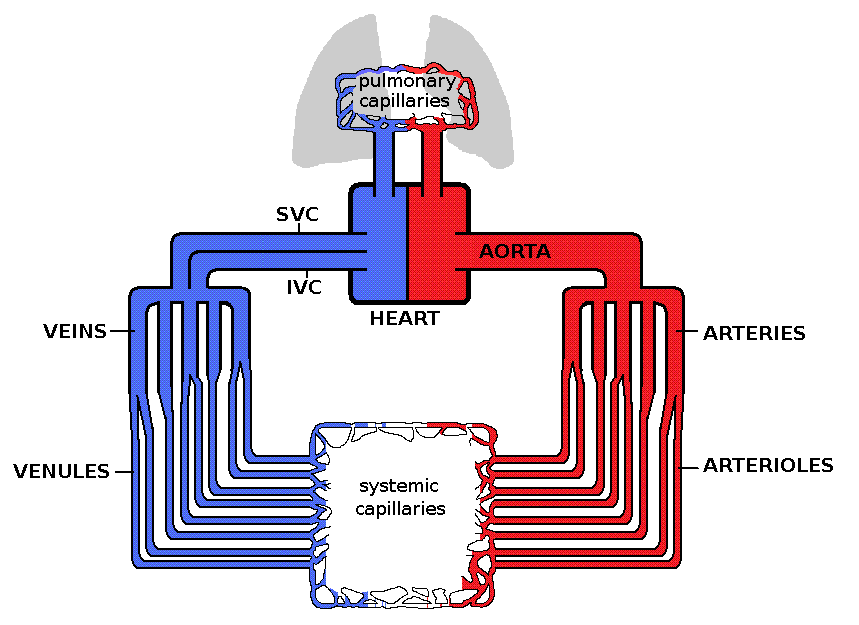
Велике та мале кола кровообігу

Вели́ке ко́ло кровоо́бігу — це шлях крові від лівого шлуночка до правого передсердя. Час колообігу крові в ньому становить 20-25 секунд.
Під час скорочення лівого шлуночка насичена киснем артеріальна кров виштовхується в аорту. З аорти кров рухається по артеріях, які, віддаляючись від серця, розгалужуються й переходять у капіляри.
Через тонкі стінки капілярів кров віддає поживні речовини й O2 у міжклітинну рідину, а продукти життєдіяльності клітин і CO2 із міжклітинної рідини потрапляють у кров. З капілярів венозна кров рухається по дрібних венах, що зливаються в більші вени і впадають у нижню і верхню порожнисті вени. Порожнисті вени приносять кров від тулуба, нижніх кінцівок, органів черевної порожнини, голови, шиї, рук у праве передсердя, де закінчується велике коло кровообігу.
Велике коло кровообігу починається від лівого шлуночка, з якого кров надходить в аорту. З аорти через систему артерій кров несеться в капіляри органів і тканин усього тіла. Від органів і тканин кров відтікає по венах і через дві порожнисті вени — верхню і нижню вени вливається в праве передсердя, передній шлуночок.
По всіх артеріях великого кола кровообігу тече артеріальна кров, а по венах — венозна.